# Thelypteris zurquiana
Thelypteris zurquiana là một loài thực vật có mạch trong họ Thelypteridaceae. Loài này được A.R. Sm. & Lellinger miêu tả khoa học đầu tiên năm 1985.